# Golden Harvest
Golden Harvest (chinesisch 嘉禾娛樂 / 嘉禾娱乐, Pinyin Jiāhhé Yúlè, Jyutping Gaa1wo1 Jyu4lok6), amtlich Golden Harvest Entertainment Holdings Limited (嘉禾娛樂事業集團有限公司 / 嘉禾娱乐事业集团有限公司,  Jiāhhé Yúlè Shìyè Jítuán Yǒuxiàn Gōngsī, Jyutping Gaa1wo1 Jyu4lok6 Si6jip6 Zaap6tyun4 Jau5haan6 Gung1si1), ist ein chinesisches Filmproduktionsunternehmen aus Hongkong.
Seit der Fusion mit Orange Sky Entertainment 2009 liegt das Geschäftsfeld von Golden Harvest verstärkt im Schwerpunkt Filmvertrieb, -verleih bzw. als Kinobetreiber Golden Harvest Cinema (嘉禾院線) auf dem regionalen chinesischem Filmmarkt.

## Geschichte
Gegründet wurde das Unternehmen 1970 von den ehemaligen Mitarbeiter des Shaw-Brothers-Studios Raymond Chow (鄒文懷, 1927–2018), Leonard Ho (何冠昌, 1925–1997) und Leung Fung (梁風, 1918–1987) zusammen, die sich vom Unternehmen her kannten. Weitere Teilhaber waren der Schauspieler Wang Yu und die Regisseuren Lo Wei und Huang Feng. Mit ihrem Konzept der Unterstützung von unabhängigen Produzenten, großzügiger Bezahlung der Schauspieler und größerer kreativer Freiheit hatte das Unternehmen großen Erfolg. Viele Schauspieler verließen die Shaw Brothers, um bei Golden Harvest zu arbeiten. 1971 unterschrieb Bruce Lee einen Vertrag für zwei Filme bei dem Studio. Im Jahr 1973 produzierte Golden Harvest mit dem Hollywoodstudio Warner Brothers den Bruce-Lee-Film „Enter the Dragon“, der ein weltweiter Erfolg wurde. Ende der 1970er Jahre wurde Golden Harvest das dominierende Studio in Hongkong und behielt diese Position bis in die 1990er Jahre. Das größte Kapital war die Produktion von fast allen Filmen von Jackie Chan, Asiens größter Martial-Arts-Star. Später wurden auch Jet Li und Donnie Yen produziert. 1994 ging das Unternehmen an die Hongkonger Börse (SEHK). 2007 verkaufte Raymond Chow seine Aktienanteile an den chinesischen Geschäftsmann Wu Kebo (伍克波), den Besitzer der Orange Sky Entertainment Group. 2008 hält „Orange Sky“ 89,06 % der Aktienanteile der Firma „Golden Harvest“ und wurde zum größten Anteilseigner des Unternehmens. 2009 fusionierte Golden Harvest mit Orange Sky und firmiert sich seitdem als Orange Sky Golden Harvest, kurz OSGH auf dem Filmmarkt bzw. im Showgeschäft.

## Verdienste
Der Golden-Harvest-Gründer Raymond Chow gilt als der Entdecker und früher Förderer von Bruce Lee. Auch Jackie Chan verdankt Golden Harvest seine größten asiatischen Erfolge. Außerdem produzierte Golden Harvest die erfolgreichen Cannonball-Run-Filme und die Filmreihe der „Teenage Mutant Ninja Turtles“. Der Regisseur John Woo begann seine Karriere bei Golden Harvest.

Golden Harvest Cinema – Kinokette
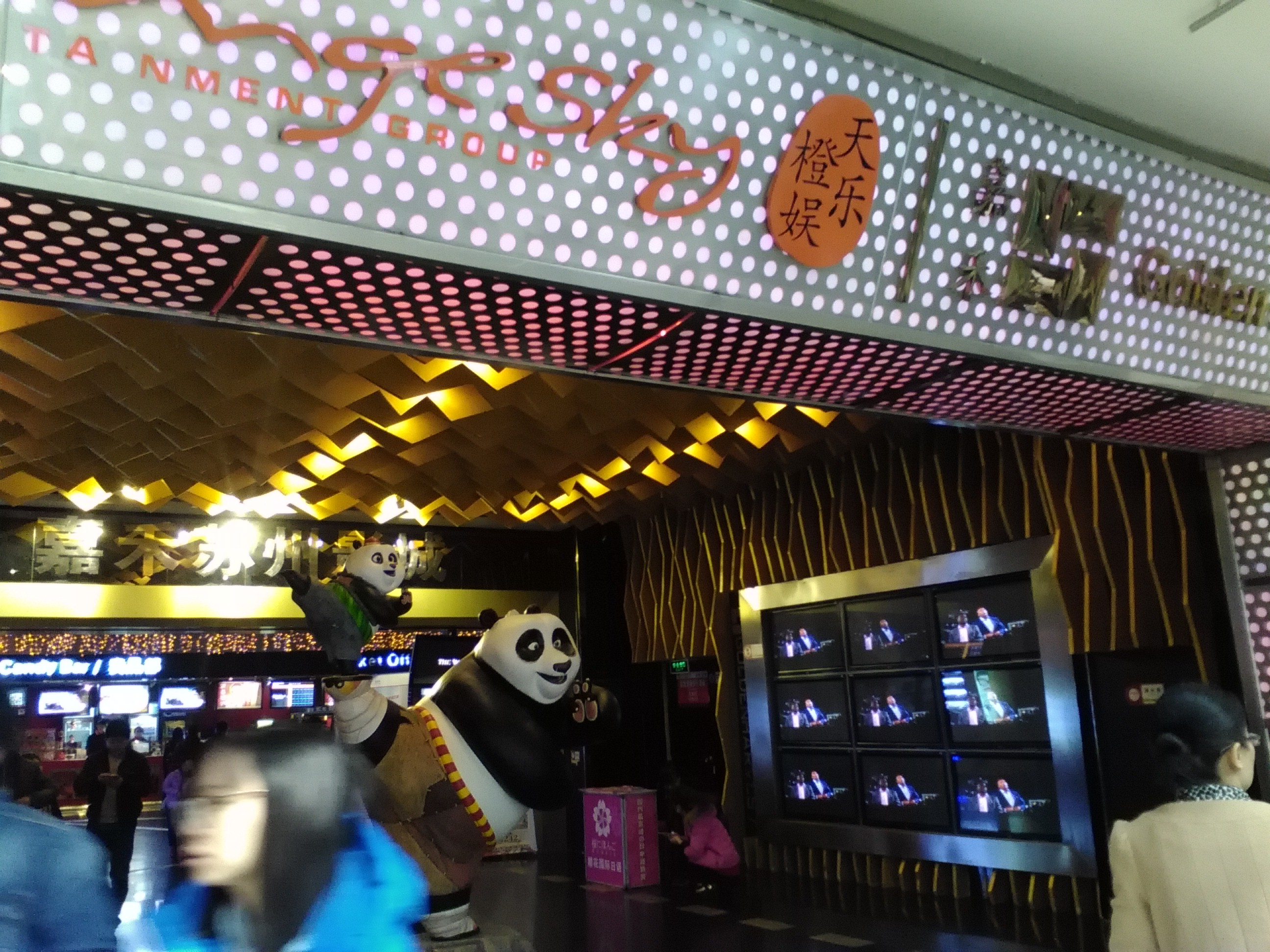
Incity, Suzhou 2016
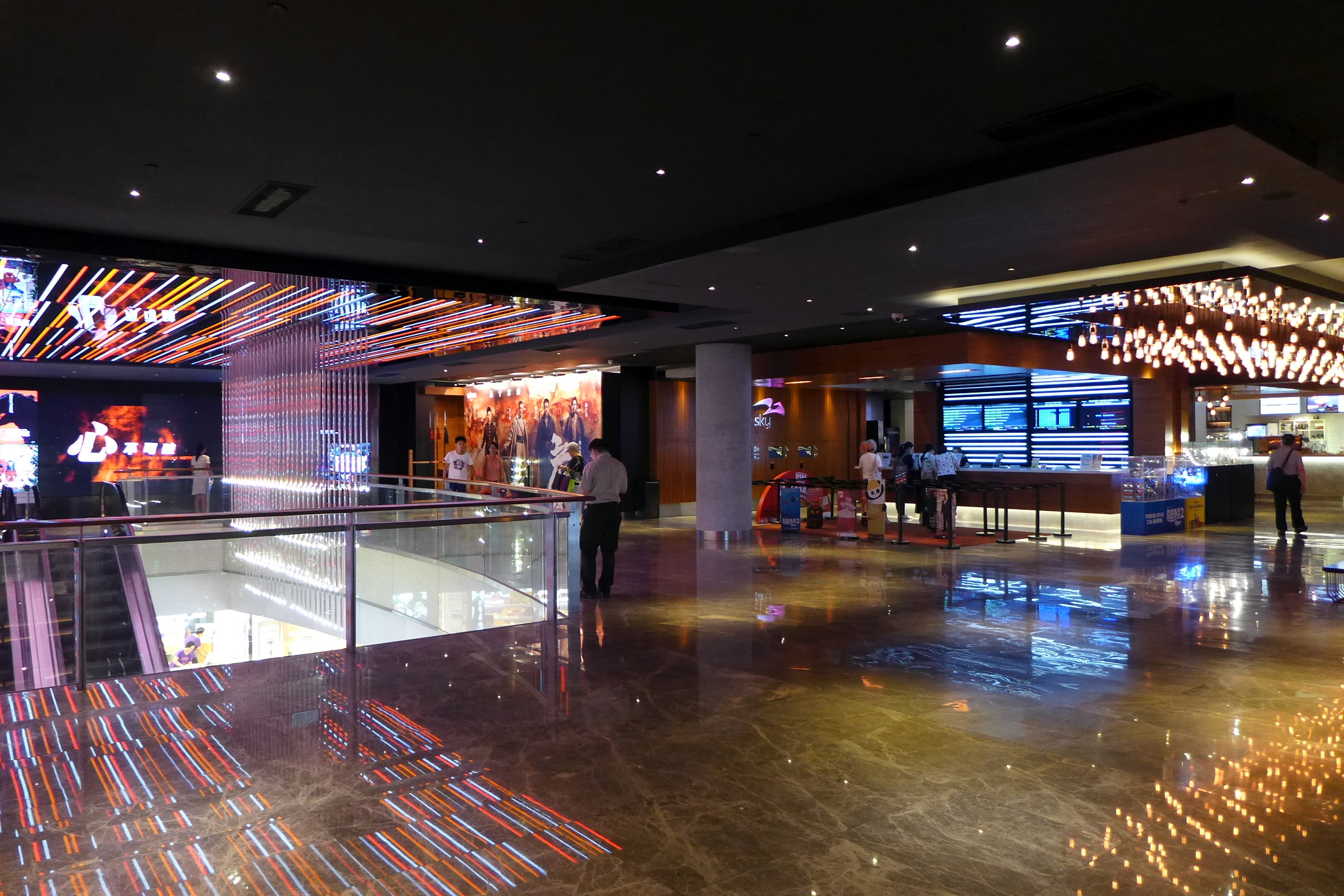
The Sky, Kowloon 2016
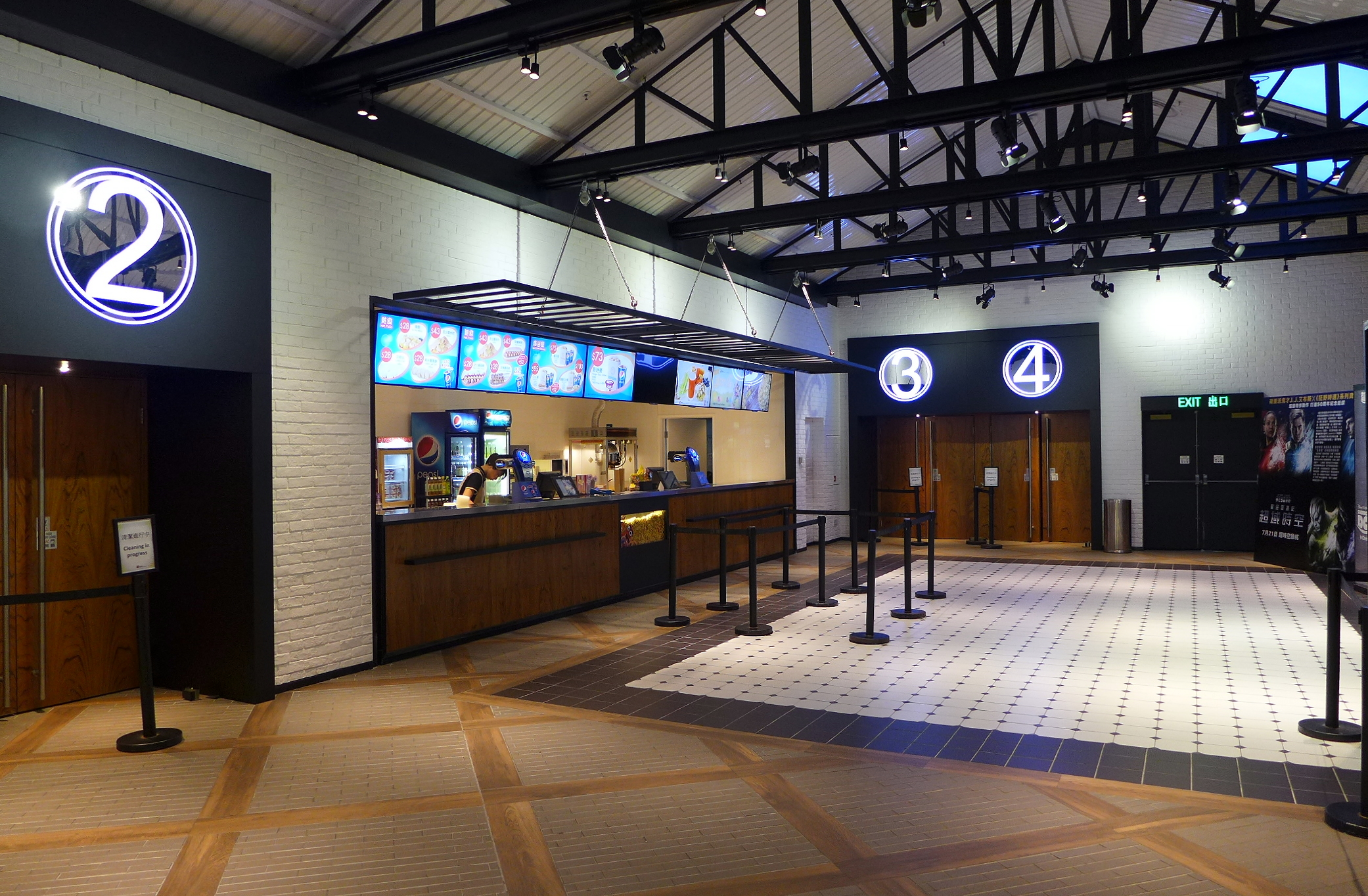
Whampoa Garden, Hung Hom 2016
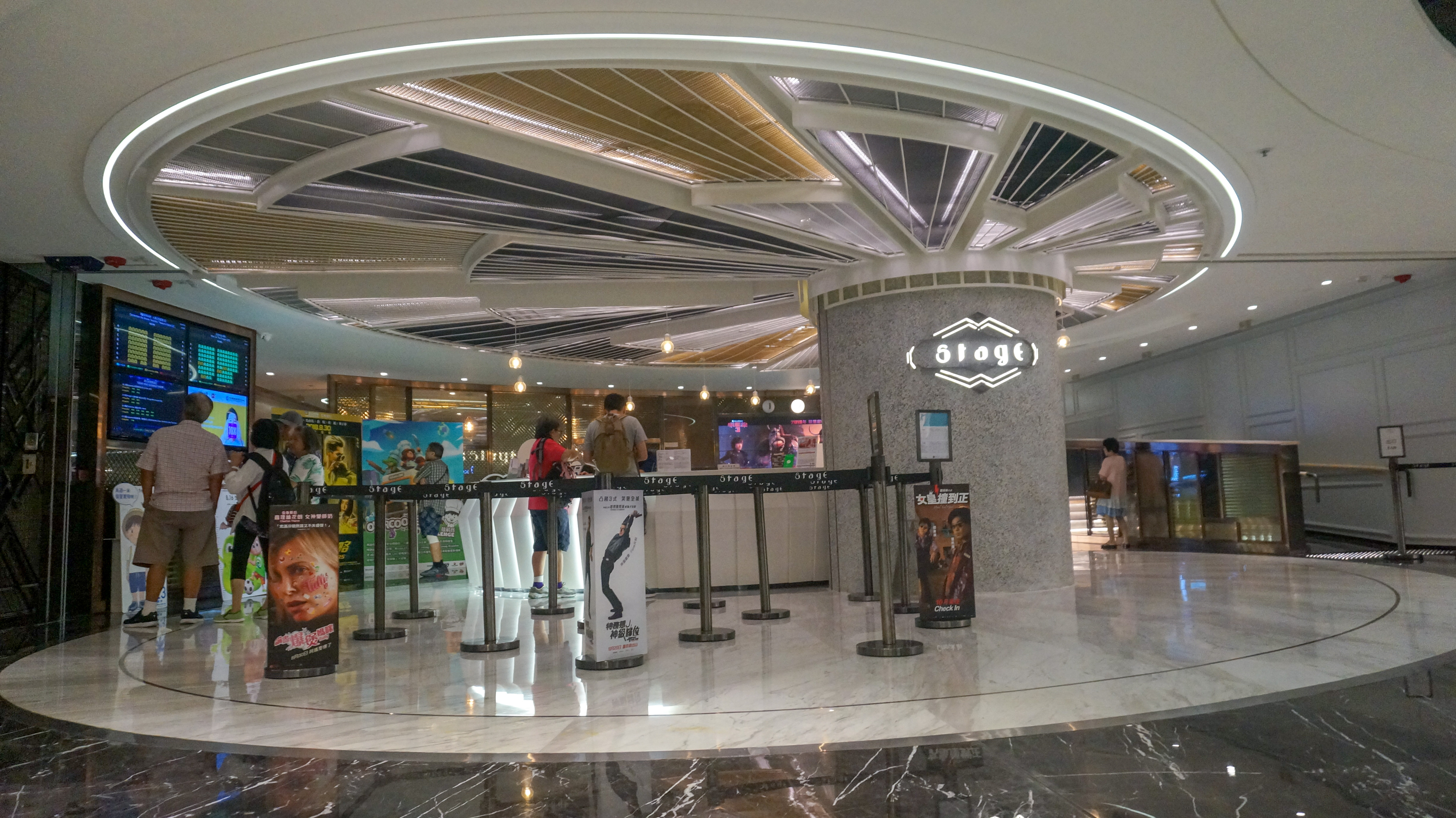
The Stage, Tuen Mun 2018

## Filmografie (Auswahl)
- 1971: Bruce Lee – Die Todesfaust des Cheng Li
- 1972: One armed Boxer
- 1972: Bruce Lee – Todesgrüße aus Shanghai
- 1972: Hapkido
- 1972: Way of the Dragon – Die Rückkehr der Todeskralle
- 1973: Der Mann mit der Todeskralle
- 1973: Bruce Lee – Mein letzter Kampf
- 1974: Bruce Lee: The Man & the Legend
- 1975: The Young Dragons
- 1975: Games Gamblers play
- 1975: All in the Family
- 1976: The Private Eyes – Erste allgemeine Verunsicherung
- 1976: The Man from Hong Kong – Der Mann aus Hong Kong
- 1976: Hand of Death – Dragon Forever
- 1977: The Himalayan
- 1977: The Iron-Fisted Monk
- 1977: Money Crazy
- 1978: Follow the Star
- 1979: The Contract – Zweite allgemeine Verunsicherung
- 1979: Warriors two
- 1979: Last Hurrah for the Chivalry
- 1979: Knockabout
- 1979: Tower of the Death – Der letzte Kampf der Todeskralle
- 1979: Meister aller Klassen
- 1980: From Riches to Rags
- 1981: Security Unlimited – Dritte allgemeine Verunsicherung
- 1981: The Prodigal Son – Die Todesfaust des kleinen Drachen
- 1982: Dragon Lord
- 1982: To Hell with the Devil
- 1982: Plain Jane to Resue
- 1982: Megaforce
- 1982: Duel to the Death – Das Todesduell der Shaolin
- 1983: Zu Warriors from the Magic Mountain
- 1983: Der Superfighter
- 1983: Heroes shed no Tears – Blast Heroes
- 1984: Pom Pom
- 1984: Teppanyaki
- 1984: Long Arm of the Law
- 1984: Powerman
- 1984: Hong Kong 1941
- 1985: Tokyo Powerman
- 1985: Police Story
- 1985: Mr. Vampire
- 1985: Powerman 2
- 1985: Powerman 3
- 1986: Der rechte Arm der Götter
- 1986: Millionaire´s Express – Shanghai Police: Die wüsteste Truppe der Welt
- 1986: The Seventh Curse
- 1986: Mr. Vampire 2
- 1987: Righting Wrongs – Tage des Terrors
- 1987: Haunted Cop Shop
- 1987: Operation Eastern Condors
- 1987: Projekt B
- 1987: Flaming Brothers
- 1988: The Inspector Wears Skirts – Top Squad
- 1988: Leben hinter Masken
- 1988: Lady Reporter – Born to Fight
- 1988: Action Hunter
- 1989: Police Story 2
- 1989: Peacock King
- 1989: Mr. Smart
- 1989: Miracles
- 1989: The Iceman Cometh
- 1990: She shoots straight – Lethal Lady
- 1991: Sex and Zen
- 1991: Bury me high
- 1991: Fist of Fury
- 1991: Erotic Ghost Story
- 1991: Mission Adler – Der starke Arm der Götter
- 1991: Robotrix
- 1992: Police Story 3
- 1992: Story of Ricky
- 1992: Once Upon a Time in China
- 1992: The Master – Einer muss der Beste sein
- 1992: Twin Dragons – Das Powerduo
- 1993: Iron Monkey
- 1993: Last Hero – Once Upon a Time in China II
- 1993: Project S – Megacop
- 1993: Royal Tramp
- 1993: Once upon a Time in China 3
- 1994: The Bodyguard from Bejing – Bodyguard von Peking
- 1994: Rumble in the Bronx
- 1995: All for the Winner
- 1995: Thunderbolt
- 1996: Jackie Chans Erstschlag
- 1996: The Big Bullet
- 1998: Enter the Eagles – And now you´re dead
- 1998: Jackie Chan ist Nobody
- 1999: A Man called Hero
- 1999: Under Control
- 2001: Spion wider Willen

Quelle: Hong Kong Movie Database